# Nisei
Nisei (Nisei (二世?), seconda generazione) è un termine giapponese utilizzato nei continenti al di fuori dall'Asia per indicare un bambino giapponese nato in un Paese straniero. 
I Nisei sono considerati una seconda generazione, mentre quelli di terza generazione sono detti Sansei. Tutti quelli successivi hanno come prima radice i numeri cardinali giapponesi (ichi, ni, san, shi, go, roku eccetera).

## Gruppi demografici
Sebbene i primi emigranti giapponesi avessero raggiunto nel 1897 il Messico, la maggior parte dei discendenti dei primi immigranti oggi vive in Brasile, negli Stati Uniti, in Canada e Perù.

### Niseibrasiliani

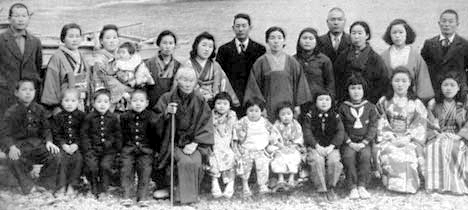
I primi emigranti raggiunsero il Brasile a bordo della Kassato Maru nel 1908

Il Brasile, includendo quelli di etnia mista, ospita 1,5 milioni di giapponesi, più di quelli ospitati negli Stati Uniti d'America (1,2 milioni). I nisei brasiliani sono parte importante delle minoranze etniche del Sud America.

### Niseiamericani
Alcuni nisei americani nacquero durante il Baby Boom dopo la fine della seconda guerra mondiale; la maggior parte dei Nisei che vivevano in America Occidentale furono costretti al confinamento secondo Ordine Esecutivo 9066 assieme ai loro genitori (Issei) e figli (Sansei). In alcuni casi, i figli dei Nisei si trovano a disagio, a causa delle differenze culturali tra i loro coetanei americani e i loro parenti giapponesi. I nisei d'Hawaii ebbero esperienze differenti.
Due sono i maggiori rappresentanti dei Nisei in America: Daniel Inouye e Fred Korematsu, ma la storia individuale di tutti i Neisei sta creando comulativamente una storia troppo grande da traslare a parole. Il nato alle Hawaii Daniel Ken Inouye (井上 建?, Inoue Ken, nato il 7 settembre 1924) fu uno dei tanti nisei a combattere per l'esercito quando la restrizione per i nisei fu rimossa nel 1943. Fred Toyosaburo Korematsu (是松 豊三郎?, Korematsu Toyosaburo , 1919-2005) fu uno dei tanti a vivere lungo le coste americani durante il trasferimento forzato, resistendo assieme ad intere famiglie.

### Lingua
Gli Issei nati in Giappone conoscono il Giapponese come prima lingua e il loro successo nell'imparare l'inglese varia da persona a persona. La maggior parte dei nisei parla il giapponese fluentemente, appreso dai genitori Iseei, dalle scuole giapponesi o vivendo nella comunità giapponese o nei campi di confinamento. I Nisei conoscono bene il giapponese almeno nel formato parlato, mentre la maggior parte dei Sansei parla l'inglese come prima lingua e il giapponese come seconda lingua.

### Educazione
Un punto illustrativo rivelato dal poema di una donnaIssei:
By Meiji parents
Emigrants to Canada
The Nisei were raised to be
Canadian citizens
Of whom they could be proud.
-- Kinori Oka, Kisaragi Poem Study Group, 1975.

### Confinamento
Quando i governi americani e canadesi confinarono le coste occidentali, nel 1942, nessuno dei due distinse i cittadini americani autoctoni (Nisei) e i loro genitori alloctoni (Issei).